# Vilhelm Stigaard
Vilhelm Stigaard var en dansk skuespiller som er krediteret med mindre biroller i to danske stumfilm, hhv. Peder Tordenskjold fra 1910 og Atlantis fra 1913.